# کریستینا سیمونا مدلکو
کریستینا سیمونا مدلکو (به انگلیسی: Cristina Simona Nedelcu) ژیمناست زادهٔ ۲۸ فوریهٔ ۱۹۸۷ میلادی اهل کشور رومانی است.